# Afrânio
Afrânio es un municipio brasileño del estado de Pernambuco. Tiene una población estimada, en 2021, de 19 981 habitantes.
Está formado por los distritos: Afrânio (sede), Arizona, Cachoeira do Roberto, Barra das Melâncias, Poção de Afrânio, Caboclo y Extrema.
El municipio de Afrânio fue creado el 20 de diciembre de 1963, pero el poblado se fundó en 1864.

## Historia
Alrededor del 1918, donde hoy se localiza la ciudad de Afrânio existía una hacienda denominada Inveja ("envidia"), de propiedad de Francisco Rodrigues da Silva, después comprada por Sebastião Coelho.
La población tuvo inicio en esa localidad a partir de la construcción de la Carretera de Ferro Petrolina-Teresina, siendo allí inaugurada la estación Inveja el 31 de octubre de 1926. El 31 de junio de 1927 la denominación del pequeño poblado fue cambiada para São João por Frei Fortunato, en ocasión en que celebraba allí su primera misa e instalaba la piedra fundamental de la construcción de la iglesia de São João Batista.
En 1932, el poblado de São João pasó a la categoría de villa e inmediatamente después al distrito de Petrolina, siendo comúnmente llamado São João de Afrânio, en referencia al ingeniero ferroviario y ministro de Transportes y Obras Públicas Afrânio de Melo Franco, padre del jurista Afonso Arinos de Melo Franco.
Por el decreto ley del estado n.º 235 de 9 de diciembre de 1932, el distrito de Afrânio absorbió parte del territorio de Cachoeira do Roberto, ubicado también en el municipio de Petrolina.
Finalmente, a través de la ley provincial n.º 4.983, de 20 de diciembre de 1963, Afrânio fue elevado a la categoría de municipio autónomo, escindiéndose de Petrolina.